# 天外飛仙
天外飛仙（てんがいひせん）は、台湾および中国大陸で制作・放送されたテレビドラマシリーズ。全39回。日本では未放送。
中国のもっとも著名な民間伝承の一つである「董永と七仙女」の世界観をベースに設定された古装ファンタジードラマ。主演は、第七仙女役が、林依晨（アリエル・リン）。董永役の胡歌（フー・グー）の他、韓雪（ハン・シュエ）竇智孔（ボビー・ドゥ）など台湾と中国の若手俳優が出演した。
- テーマ曲は、S.H.Eの「一眼万年」。2006年発売のベストアルバム「Forever」に収録されている。